# Tel Aviv Open 1992
Il Tel Aviv Open 1992 è stato un torneo di tennis giocato sul cemento. È stata la 13ª edizione del torneo, che fa parte della categoria World Series nell'ambito dell'ATP Tour 1992. Si è giocato al Israel Tennis Centers di Ramat HaSharon vicino a Tel Aviv in Israele dal 12 al 19 ottobre 1992.

## Campioni

### Singolare maschile
Jeff Tarango ha battuto in finale  Stéphane Simian con il punteggio di 4–6, 6–3, 6–4

### Doppio maschile
Mike Bauer /  João Cunha e Silva hanno battuto in finale  Mark Koevermans /  Tobias Svantesson con il punteggio di 6–3, 6–4